# U-40 (1938)
| U-40 | U-40 | U-40 |
| --- | --- | --- |
| | | |
| | | |
| Зображення підводного човна U-37, аналогічного U-40 типу | | |
| Під прапором | Третій Рейх | Третій Рейх |
| Закладений | 1 липня 1937 року | 1 липня 1937 року |
| Спуск на воду | 9 листопада 1938 року | 9 листопада 1938 року |
| Введений до складу флоту | 11 лютого 1939 року | 11 лютого 1939 року |
| Загибель | 13 жовтня 1939 року підірвався на міні та затонув у Ла-Манші | 13 жовтня 1939 року підірвався на міні та затонув у Ла-Манші |
| Сучасний статус | затоплений | затоплений |
| Проєкт | | |
| Тип ПЧ | великий океанський торпедний ДПЧ | великий океанський торпедний ДПЧ |
| Розробник проєкту | Deutsche Schiff- und Maschinenbau, AG Weser, Бремен | Deutsche Schiff- und Maschinenbau, AG Weser, Бремен |
| Основні характеристики | | |
| Швидкість (надводна) | 18,2 вузла | 18,2 вузла |
| Швидкість (підводна) | 7,7 вузла | 7,7 вузла |
| Робоча глибина занурення | 100 м | 100 м |
| Гранична глибина занурення | 220 м | 220 м |
| Автономність плавання | 78 миль (144 км) на швидкості 4 вузли (7,4 км/год) (у підводному положенні) 10 500 миль (19 400 км) на швидкості 10 вузлів (18,6 км/год) (у надводному положенні) | 78 миль (144 км) на швидкості 4 вузли (7,4 км/год) (у підводному положенні) 10 500 миль (19 400 км) на швидкості 10 вузлів (18,6 км/год) (у надводному положенні) |
| Екіпаж | 48 осіб | 48 осіб |
| Розміри | | |
| Довжина найбільша (по КВЛ) | 76,50 м | 76,50 м |
| Ширина корпусу найб. | 5,85 м | 5,85 м |
| Висота | 9,4 м | 9,4 м |
| Середня осадка (по КВЛ) | 4,70 м | 4,70 м |
| Водотоннажність надводна | 1032 т | 1032 т |
| Силова установка | | |
| дизель-електрична; 2 × дизельних двигуни MAN M 9 V 40/46 (потужність дизелів по 2200 к.с.), 2 мотори-електродвигуни Siemens-Schuckert 2 GU 345/34 — по 370 к.с. | | |
| Озброєння | | |
| Артилерія | 1 × 88-мм палубна гармата SK C/35 | 1 × 88-мм палубна гармата SK C/35 |
| Торпедно- мінне озброєння | 4 носових і два кормових ТА. 22 торпеди або 44 міни TMA чи 66 TMB                                                                                                 | 4 носових і два кормових ТА. 22 торпеди або 44 міни TMA чи 66 TMB                                                                                                 |
| ППО | 1 × 37-мм зенітна гармата SKC/30 2 × 20-мм зенітні гармати FlaK 30                                                                                                | 1 × 37-мм зенітна гармата SKC/30 2 × 20-мм зенітні гармати FlaK 30                                                                                                |

U-40 — німецький підводний човен типу IX A, що входив до складу крігсмаріне за часів Другої світової війни. Закладений 1 липня 1937 року на верфі № 945 Deutsche Schiff- und Maschinenbau, компанії AG Weser у Бремені. Спущений на воду 9 листопада 1938 року, 11 лютого 1939 року корабель увійшов до складу ВМС нацистської Німеччини.

## Історія служби
З серпня по жовтень 1939 року U-40 здійснив 2 бойових походи в Атлантичний океан, в яких провів 35 днів. За час служби човен не потопив та не пошкодив жодного судна.
13 жовтня 1939 року, під час другого бойового походу, U-40 підірвався на британському мінному полі в Ла-Манші та затонув. А проте дев'ять членів екіпажу змогли вийти через аварійний люк. Використовуючи евакуаційне обладнання, вони змогли вийти на поверхню; один із дев'яти загинув під час цієї спроби. На поверхні води ще п'ятеро загинули від впливу суворої погоди, що панувала на той час у Ла-Манші. Приблизно через десять годин після затоплення човна, лишень три особи врятував і взяв у полон британський есмінець «Бореас»

## Командири
- Капітан-лейтенант Вернер фон Шмідт (11 лютого — 20 вересня 1939)
- Капітан-лейтенант Вольфганг Бартен (21 вересня — 13 жовтня 1939)